# USS New Haven (CL-109)
USS New Haven (CL-109) – amerykański lekki krążownik typu Fargo.
Stępka okrętu została położona 28 lutego 1944 w stoczni New York Shipbuilding Corporation w Camden. Został zwodowany 2 grudnia 1944. W związku z postępem walk w czasie II wojny światowej, kontrakt na budowę okrętu został anulowany 12 sierpnia 1945.